# Абу Якуб ас-Сиджистани
Абу́ Яку́б Исха́к ибн Ахма́д ас-Сиджистани́ (араб. أبو يعقوب إسحاق بن أحمد السجستاني‎; X век — 970-е или около 971) или ас-Сиджзи́ (السجزي) — исмаилитский миссионер (да'и) персидского происхождения, действовавший на северных и восточных землях Ирана. Его жизнь неизвестна, но он был плодовитым писателем, сыгравшим решающую роль во внедрении неоплатонических идей в исмаилитскую теологию.

## Биография
Жизнь ас-Сиджистани неясна, поскольку упоминания о нём встречаются в основном изолированно во враждебных суннитских ересиологических работах, в то время как исмаилитские источники обычно не предоставляют никаких подробностей о нём. Имел прозвание «Семечко хлопка» (перс. панба-дана, араб. хайшафудж), хотя происхождение и значение этого прозвания остаются неизвестными.
Низам аль-Мульк сообщает, что некий Исхак сменил Абу Хатима ар-Рази на посту главного проповедника (да'и) в Рейе после смерти последнего в 934 году, в то время как Ибн ан-Надим упоминает некоего Абу Якуба как главного да'и в Рейе в 932—942 гг. Этот Абу Якуб также руководил миссионерским движением (да'ват) в Верхней Месопотамии и на севере Ирака, а братья Абу Муслим и Абу Бакр ибн Хаммад в Мосуле и Ибн Нафис в Багдаде были его агентами. Вероятно, это был тот же человек, что и ас-Сиджистани, поскольку это согласуется с утверждением в одной из работ ас-Сиджистани о том, что он был в Ираке в 934 году. Ранее среди учёных существовало мнение, что ас-Сиджистани был казнён вместе с Мухаммадом ан-Насафи в 943 году, однако теперь это опровергнуто. На самом деле ас-Сиджистани был преемником ан-Насафи, как в качестве главного да'и в Хорасане, так и в продолжении развития теологических идей ан-Насафи. Другие источники утверждают, что он был активен в Сиджистане (откуда его нисба), как во время, так и после пребывания ан-Насафи на посту да'и.
Движение, которое возглавлял ас-Сиджистани, изначально не было связано с Фатимидским халифатом, но в какой-то момент, во времена халифата аль-Му'изз Лидиниллаха, он признал Фатимидов законными имамами, и многие из его взглядов были переняты спонсируемым Фатимидами да'ватом. Согласно Рашид ад-Дину, ас-Сиджистани был казнён саффаридским эмиром Сиджистана Халафом ибн Ахмадом. Работа ас-Сиджистани «Китаб аль-ифтихар» была написана около 971 года, что обеспечивает окончательную дату его казни. Предисловия к двум другим его работам указывают на то, что они были написаны во время правления фатимидского халифа аль-Хаким Биамриллаха, но они, вероятно, являются более поздними вставками.

## Труды
Сохранилось несколько работ ас-Сиджистани, которые были скопированы и изучены таййибитскими общинами Йемена и Индии. Однако, поскольку они считаются «в высшей степени эзотерическими и ограниченными», они медленно изучаются современными учёными и публикуются в критических изданиях.
Кашф аль-махджуб
Кашф аль-махджуб («Раскрытие скрытого») — первая из работ ас-Сиджистани, ставшая доступной учёным. Сохранилась только в персидском переводе или даже парафразе арабского оригинала, выпущенного в IX веке. Состоит из семи глав, каждая из которых дополнительно разделена на семь частей. Цель работы состоит в том, чтобы «раскрыть» божественное знание (гнозис, ирфан) и имеет дело с концепциями Единства Бога (таухид), стадиями творения, природой пророчества и воскресения (киямат).
Итбат ан-нубу'ат
Итбат ан-нубу'ат или ан-нубувват («Доказательства пророчеств») — в своих семи разделах ас-Сиджистани «выдвигает множество доказательств необходимости пророчества (нубувват), также объясняя различные пророческие эпохи». По словам Пола Уокера, в нём есть признаки более позднего редактирования, и во всех доступных рукописях отсутствуют последние два раздела.
Китаб аль-ифтихар
Китаб аль-ифтихар («Книга хвастовства») — вероятно, последнее произведение ас-Сиджистани, написанное около 971 года. Как следует из названия, это «поразительно полемическое и поразительно оборонительное и апологетическое» произведение; Уокер описывает его как чрезвычайно откровенное признание различий между ним и исмаилитским да'ватом, с одной стороны, и интеллектуальным, религиозным миром вокруг него, с другой. Для Уокера это, пожалуй, «[лучшее] место для поиска определения [исмаилитского шиизма] в его проявлении X века», в то время как Ф. Дафтари указывает, что оно «представляет собой краткое изложение доктрины исмаилитов и сохраняет остатки мифологической космологии, предложенная ранними исмаилитами, включая духовных существ по имени джадд, фатх и хайал, которые были посредниками между духовным и физическим мирами».
аль-йанаби
Китаб аль-йанаби' [аль-хикма] («Книга источников [мудрости]») — написана около 961 года и широко перефразирована да'и Насиром Хосровом IX века в его собственном «Хан аль-ихван». Эта работа представляет собой сборник трактатов примерно на сорок тем, или «источников». Согласно Дафтари, основной темой работы является «источники человеческого знания и духовной жизни в каждую эпоху религиозной истории».
аль-макалид
Китаб аль-макалид («Книга ключей») — состоит из семидесяти глав. По словам Уокера, она имеет исключительное значение, поскольку является «относительно поздней и, по общему мнению, наиболее всеобъемлющей» из работ ас-Сиджистани, но остаётся неопубликованной.
ан-нусра
Китаб ан-нусра («Книга поддержки/защиты») — больше не сохранилась, за исключением обширных цитат в «Китаб аль-рийад» Хамид ад-Дина аль-Кирмани.
Суллам ан-наджат
Суллам ан-наджат («Лестница спасения») — сохранилась только в неполном виде. В ней ас-Сиджистани даёт краткое изложение доктрины исмаилитов (мазхаб). По словам Уокера, это можно резюмировать как «веру в Бога, Его ангелов, Его книги, Его посланников, последний день, спасение после смерти, рай и адский огонь».
Рисалат тухфат аль-мустаджибин
Рисалат тухфат аль-мустаджибин («Послание») — излагает исмаилитскую доктрину, было опубликовано Арифом Тамиром в «Хамс раса'ил исма'илиййа» и с тех пор переиздавалось в «аль-Машрике» в марте/апреле 1967 года, а также в «Талат раса'ил исма'илиййа» Тамира.